# The Unseen Empire
The Unseen Empire är det svenska melodisk death metal-bandet Scar Symmetrys femte studioalbum, utgivet i april 2011 på Nuclear Blast Records och i Japan på Avalon Music.
Det var bandets sista album med gitarristen Jonas Kjellgren.

## Låtlista
1. "The Anomaly" – 3:50
2. "Illuminoid Dream Sequence" – 5:00
3. "Extinction Mantra" – 5:31
4. "Seers of the Eschaton" – 5:51
5. "Domination Agenda" – 4:00
6. "Astronomicon" – 4:03
7. "Rise of the Reptilian Regime" – 4:24
8. "The Draconian Arrival" – 5:25
9. "Alpha and Omega" – 5:02

## Medverkande
Musiker
- Roberth Karlsson – sång
- Lars Palmqvist – sång
- Per Nilsson – gitarr
- Jonas Kjellgren – gitarr
- Kenneth Seil – basgitarr
- Henrik Ohlsson – trummor

Produktion
- Jonas Kjellgren – producent, mixning
- Per Nilsson – producent
- Thomas "Plec" Johansson – mastering
- Colin Marks – albumkonst
- Denis Goria – foto